# Francesco Calzona
Francesco Calzona (Vibo Valentia, 24 de outubro de 1968) é um ex-futebolista e treinador de futebol italiano que atuava como meio-campista. Atualmente comanda a Seleção Eslovaca.

## Carreira como jogador
A carreira de jogador profissional de Calzona resumiu-se a apenas 3 partidas pelo Arezzo, entre 1985 e 1987 (2 pela Série B italiana e outra pela Copa da Itália). Seguiu atuando no futebol amador até 2000, defendendo Castiglionese, Quarata, Subbiano, Dante e Tegoleto, sua última equipe.

## Carreira de treinador
Depois de pendurar as chuteiras, Calzona seguiu no Tegoleto como auxiliar de Maurizio Sarri, que também estava iniciando sua carreira de técnico, em paralelo com seu trabalho como vendedor em um café. Em 2004, estreou como treinador no Castiglionese, equipe da Promozione da Toscana, exercendo a mesma função no Torrita, outra equipe amadora da região.
Entre 2007 e 2018, acompanhou Sarri nos times que ele comandaria durante o período (Avellino, Verona, Perugia, Grosseto, Alessandria, Sorrento, Empoli e Napoli), ficando 2 anos sem trabalhar em nenhuma equipe. Voltou à ativa em 2020 como auxiliar de Eusebio Di Francesco no Cagliari, permanecendo por uma temporada antes de voltar ao Napoli, desta vez auxiliando Luciano Spalletti.
Em agosto de 2022, foi anunciado como novo treinador da Seleção Eslovaca, sucedendo Štefan Tarkovič, tornando-se o primeiro técnico sem origem tchecoslovaca e o segundo estrangeiro a comandar a equipe. Sob seu comando, a Eslováquia conquistou a vaga para a Eurocopa de 2024 após vencer a Islândia por 4 a 2.
Em fevereiro de 2024, às vésperas do jogo contra o Barcelona pelas oitavas-de-final da Liga dos Campeões da UEFA, o Napoli anunciou a contratação de Calzona para treinar os Partenopei até o final da temporada, após a demissão de Walter Mazzarri, exercendo o cargo em paralelo com a Seleção Eslovaca e tornando-se o primeiro treinador a comandar uma equipe da Série A italiana e uma seleção estrangeira ao mesmo tempo.